# Сибильский, Ян Павел
Ян Павел Сибильский (пол. Jan Paweł Sybilski; нем. Johann Paul Sybilski von Wolfsberg; 1677—1763) — саксонский генерал польского происхождения.
Родился в польских землях, служил офицером в армии Августа Сильного, бывшего саксонским курфюрстом и польским королём, во время Северной войны.
В 1733 году стал полковником, участвовал в войне за польское наследство как кавалерийский командир.
В 1738 году получил от императора Священной Римской империи Карла VI наследственный титул барона фон Вольфсберга (Вольфберга). Затем участвовал во второй силезской войне, в 1745 году стал генерал-лейтенантом саксонской армии.
В 1753 году стал полным генералом саксонской кавалерии.
Во время Семилетней войны принимал участие в боевых действиях на стороне Российской империи, в 1757 году в 80-летнем возрасте командовал лёгкой кавалерией, а затем авангардом в армии С. Апраксина, участвовал в сражении при Грос-Егерсдорфе.
Умер в июне 1763 года в своём имении в Лужице.
Барон Свибильский фон Вольфсберг стал персонажем немецкого фольклора, где по неизвестной причине фигурирует как колдун, чернокнижник и чародей.